# My Generation (album)
My Generation là album phòng thu đầu tay của ban nhạc rock The Who. Được phát hành vào ngày 3 tháng 12 năm 1965 bởi Brunswick Records.

## Danh sách ca khúc
Toàn bộ ca khúc đều được soạn và sáng tác bởi Pete Townshend, sáng tác khác được ghi chú bên cạnh.
| Mặt A            | Mặt A               | Mặt A            | Mặt A      |
| STT              | Nhan đề             | Sáng tác         | Thời lượng |
| ---------------- | ------------------- | ---------------- | ---------- |
| 1.               | "Out in the Street" |                  | 2:31       |
| 2.               | "I Don't Mind"      | James Brown      | 2:36       |
| 3.               | "The Good's Gone"   |                  | 4:02       |
| 4.               | "La-La-La-Lies"     |                  | 2:17       |
| 5.               | "Much Too Much"     |                  | 2:47       |
| 6.               | "My Generation"     |                  | 3:18       |
| Tổng thời lượng: | Tổng thời lượng:    | Tổng thời lượng: | 17:31      |

| Mặt B            | Mặt B                    | Mặt B                                                | Mặt B      |
| STT              | Nhan đề                  | Sáng tác                                             | Thời lượng |
| ---------------- | ------------------------ | ---------------------------------------------------- | ---------- |
| 1.               | "The Kids Are Alright"   |                                                      | 3:04       |
| 2.               | "Please, Please, Please" | James Brown, Johnny Terry                            | 2:45       |
| 3.               | "It's Not True"          |                                                      | 2:31       |
| 4.               | "I'm a Man"              | Bo Diddley                                           | 3:21       |
| 5.               | "A Legal Matter"         |                                                      | 2:48       |
| 6.               | "The Ox"                 | Townshend, John Entwistle, Keith Moon, Nicky Hopkins | 3:50       |
| Tổng thời lượng: | Tổng thời lượng:         | Tổng thời lượng:                                     | 18:19      |